# 奈良盆地

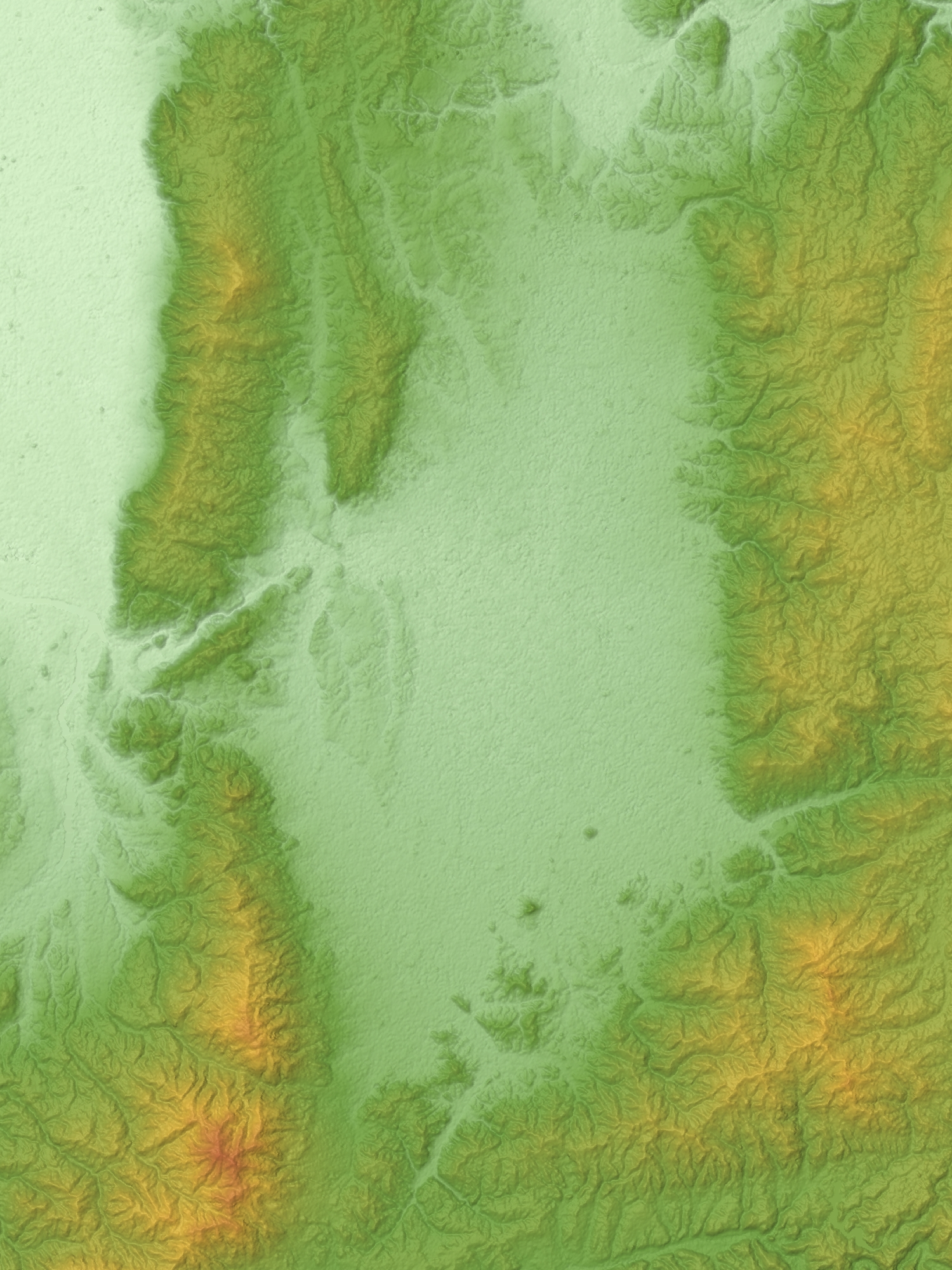
奈良盆地の地形図

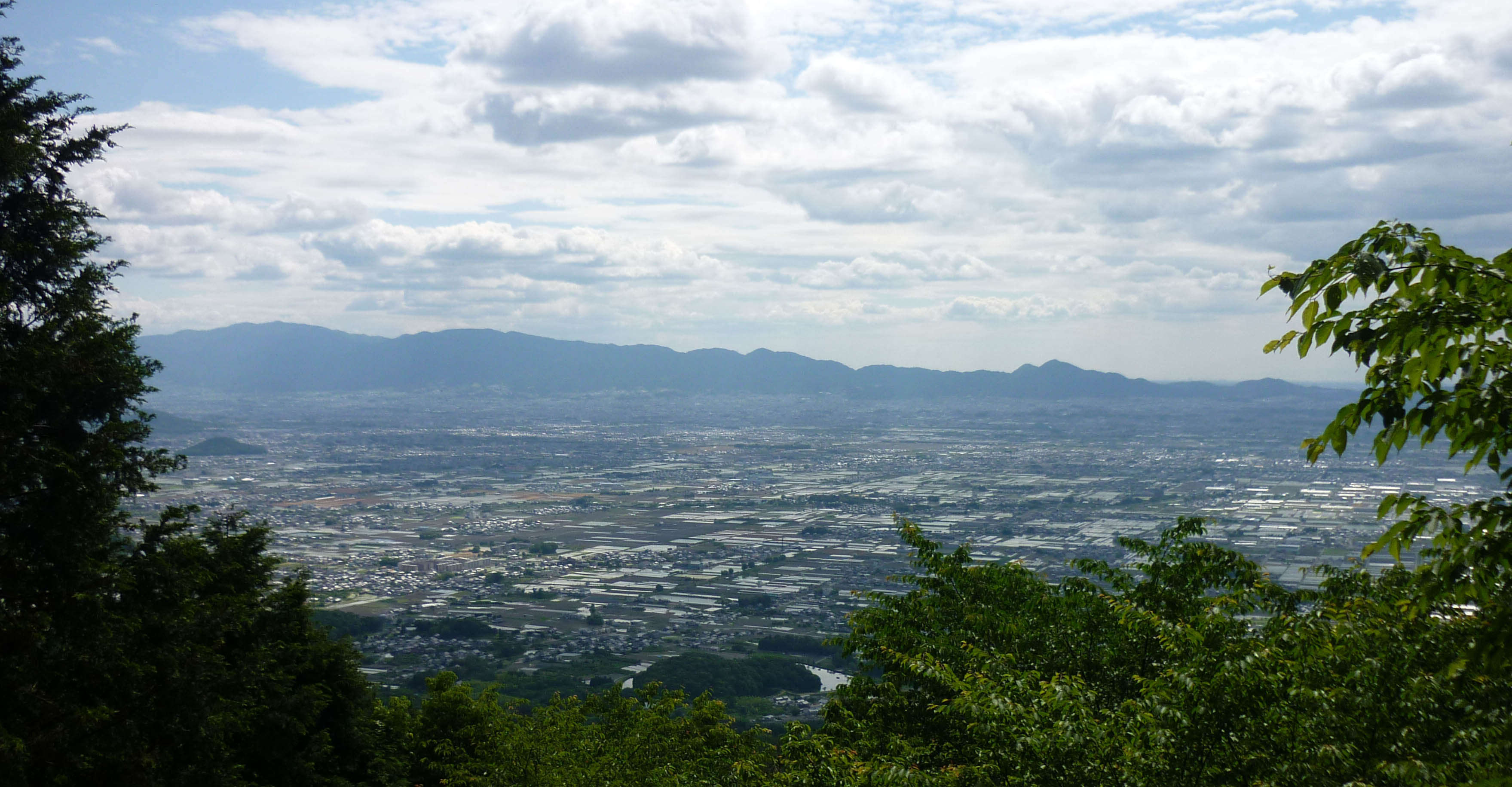
龍王山城、北城本丸から見た奈良盆地

奈良盆地（ならぼんち）は、日本の奈良県北西部に位置する標高100メートル以下の断層盆地を指す。大和盆地（やまとぼんち）、大和平野（やまとへいや）とも呼ばれる。

## 概要
東西10 - 15キロメートル、南北25 - 30キロメートル、面積約300平方キロメートルの盆地で、菱形をなしている。盆地の周囲は、東が笠置山地（大和高原）、西が生駒山地・金剛山地、南が竜門山地といった山地となっている一方、北は標高100メートル前後の平城山丘陵となっている。
排水口は生駒山地と金剛山地の間のみとなるため、奈良盆地を流れる河川はいずれも大和川水系の河川となる。北から南へ佐保川・富雄川・竜田川などが、南から北へ寺川・飛鳥川・曽我川・高田川・葛下川などが流れ、いずれも最終的に大和川に合流し、西流して大阪湾に注いでいる。
盆地の北西から西にかけて西ノ京丘陵・矢田丘陵・馬見丘陵といった丘陵が位置するが、このうち大和川以南に位置する馬見丘陵は標高70メートル前後と低く、平城山丘陵とともに奈良盆地の一部とされる。これらの丘陵では大阪市、京都市、奈良市中心部などのベッドタウンとしてニュータウン開発が盛んに行われた。そのため、県面積の約12パーセントにすぎない奈良盆地に県民の約86パーセントが居住している。奈良県内の12市のうち9市（の中心部）が奈良盆地に位置しており、盆地外となるのは五條市・生駒市・宇陀市の3市だけである。
平城山丘陵・西ノ京丘陵・矢田丘陵の各一部は関西文化学術研究都市（けいはんな学研都市）の奈良県域として開発されている。なお、平城山丘陵以北を流れる河川は天野川や木津川などに注ぐ、淀川水系の河川となる。
典型的な盆地特有の内陸性気候であり、夏と冬で気温差が激しい。

## 歴史
多くの歴代天皇が皇居を置き、南部では藤原京、北部では平城京といった条坊制の都城も築かれ、奈良時代までのほとんどの期間において日本の政治・文化の中心だった場所である。5世紀中盤には盆地の最北端に、天皇一族の陵である佐紀盾列古墳群がつくられた。大和国（＝奈良県域）では、奈良盆地に当たる場所を国中（くんなか）、山間部を山中（さんちゅう）とも呼ぶ。